# Història de Swazilàndia

Bandera de Swazilàndia.

La història de Swazilàndia comença amb la dels primers assentaments humans en la Prehistòria. La creació del primer estat suazi es va produir ja en el segle XVI amb l'arribada de bantus provinents de la zona de Moçambic. Després d'estar sota protectorat holandès va passar al Regne Unit, de qui es va independitzar el 1968. Després de la independència el monarca Sobhuza II va instaurar un règim absolutista fins que el seu fill i hereu va reinstaurar la democràcia el 1992.

## Època precolonial
Les proves més antigues de presència humana a Swazilàndia es coneixen gràcies a diversos jaciments, que daten de fa uns 200.000 anys. Pintures rupestres prehistòrics daten d'uns 25.000 anys enrere i continuen fins al segle xix, podent-se trobar en diversos llocs de tot el país. No obstant això, les primeres proves d'agricultura i de l'ús del ferro daten del segle iv. Els primers habitants coneguts de la regió van ser khoisan caçadors-recol·lectors. Van ser reemplaçats en gran manera per les tribus bantus durant migracions bantus que procedien de les regions dels Grans Llacs d'Àfrica oriental i central. Les persones que parlen idiomes ancestrals a les llengües actuals sotho i nguni van començar a penetrar molt més tard, al segle xi quan van començar a colonitzar el seu territori.
En el segle XV un grup dels amagwans d'ètnia bantu es va separar dels ngunis. Aquests seran els colons de Swazilàndia, sent llavors coneguts com els Ngwane (o bakaNgwane); abans d'entrar a Swazilàndia es van assentar a la vora del riu Tembe prop de l'actual Maputo. El conflicte permanent amb el poble Ndwandwe els va empènyer més cap al nord a la zona del riu Pongola. Dirigits per Ngwane III (vers 1745-1780) van establir la seva capital a Shiselweni al peu dels turons Mhlosheni. llavors anomenats KaNgwane i més tard van agafar el nom de mswatis (derivat a mswazis i després swazis) pel seu primer rei Mswati I (vers 1460-1520) o per un rei posterior anomenat Mswati II (meitat del segle XIX).
El 1820, durant el període de Mfecane, el regne va passar a ser controlat pels zulus, liderats pel rei Shaka, el qual els va forçar a fugir cap al nord-est. Sota el seu rei (nkhosi) Sobhuza I, cap del clan Dlamini, els swazis es van reunir les restes de les tribus que Shaka havia desestructurat —incloent desertors zulus i els romanents regionals dels boiximans—, i es va establir a l'àrea de Zombodze, al cor de l'actual Swazilàndia. En aquest procés, van conquistar i incorporar els antics clans establerts al país ara conegut per Swazilàndia. La reina Lojiba Simelane, va ser la regent durant el període de 1836 a 1840, a qui va seguir Mswati II el 1840. Mswati II (1840-1865) va ser el més gran dels reis de Swazilàndia, i va estendre en gran manera el país fins al doble de la seva grandària actual. Els influents clans Emakhandzambili es van incorporar inicialment en el regne amb àmplia autonomia, sovint incloent les subvencions del ritual especial i condició política. L'abast de la seva autonomia, però va ser reduït dràsticament per Mswati, que va atacar i va sotmetre a alguns d'ells a la dècada de 1850. Després els swazis van continuar amb el procés d'expansió conquerint petites tribus sotho i nguni per augmentar l'estat avui anomenat Swazilàndia, situat en el nord-est de KwaZulu-Natal. Mswati va arribar al zenit del seu poder, reduïda en gran manera la influència del clan Emakhandzambili i incorporada més gent al seu regne ja sigui a través de la conquesta o donant-los refugi; aquestes arribades de refugiats, més tard es van conèixer entre els swazis com Emafikamuva. Els clans que van acompanyar els reis del clan Dlamini eren coneguts com els Bemdzabuko o veritable Swazilàndia.

## Període colonial
- Article principal: Protectorat de Swazilàndia o Suazilàndia

Mswazi II va instituir un exèrcit permanent i va establir bones relacions amb els colons europeus, atorgant-los concessions. Al principi el país va estar sota el protectorat holandès de la República del Transvaal i en acabar la Segona Guerra Bòer, dels anglesos, que la van incorporar a la Colònia de Transvaal, i la capitalitat administrativa de la regió es va traslladar en 1902 des de Bremersdorp, l'actual Manzini a Mbabane, a més alçada i fora de la zona afectada per la malària. per passar a estar sota protectorat britànic després de la Guerra dels Bòers el 1906, dins del que es va conèixer com l'Alt Comissariat d'Àfrica del Sud. A partir de 1961 el càrrec d'Alt Comissari d'Àfrica del Sud va estar exercit per l'ambaixador del Regne Unit a la República de Sud-àfrica.
Existien dos consells, un que representava els interessos dels europeus atrets per les mines d'or, estany i diamants del país, i un altre anomenat Consell Nacional Suazi, que defensava els de la població nadiua. El 1963 es va instituir un consell legislatiu electiu que va obtenir l'autonomia interna el 1967. El partit monàrquic, Moviment Nacional Imbokodvo (INM) va guanyar tots els escons i el seu líder, Makhosini Dlamini va ser nomenat Primer Ministre.

## Swazilàndia com a país independent
El 6 de setembre de 1968 Sobhuza II va proclamar la independència de Swazilàndia. En les eleccions de 1972, l'INM va guanyar per majoria perdent només tres escons enfront del Congrés d'Alliberament Nacional Ngwane, principal partit de l'oposició.
A l'abril de 1973 Sobhuza II va abolir la constitució, va prohibir els partits polítics i va dissoldre el Parlament, reemplaçant-ho, el 1978, per una sèrie d'assemblees tribals o Tinkhundla, un nou Parlament, el Libandla, i un Liqoqo o Consell Suprem. El monarca va morir el 1982 deixant al capdavant del país al príncep Makhosetive i a la seva madrastra, la Reina Regenti Dzeliwe. Bhekimpi Dlamini, representant dels tradicionalistes, va ser nomenat Primer Ministre i va fer substituir a la regent per Ntombi, vídua de Sobhuza II i mare del príncep hereu.
Makhosetive va ser coronat el 26 d'abril de 1986 com Mswati III, després del que va realitzar algunes reformes. Va eliminar el Liqoqo, va destituir al Primer Ministre Bhekimpi Dlamini i va dissoldre el Parlament convocant noves eleccions. Va nomenar un nou Primer Ministre, Sotsha Dlamini, el 1987, i un altre, Obed Dlamini, el 1989. El nou monarca va signar un tractat de no-agressió amb Sud-àfrica el 1982, arribant a defensar públicament a aquest país i a empresonar a membres del Congrés Nacional Africà.
Després dels canvis polítics a Sud-àfrica, les demandes de llibertats democràtiques cap al règim van cobrar nova força, fins que el 1992 el Moviment Popular Democràtic Unit va ser legalitzat, i posteriorment el 1993 es van celebrar eleccions nacionals. No obstant això, en les últimes eleccions legislatives a Swazilàndia del 21 d'octubre de l'any 2003 els partits polítics havien estat novament il·legalitzats, podent solament ser triats aquells ciutadans no relacionats amb cap partit polític.
Arran de pressions internacionals, el 2001 es va crear una Comissió per dotar al país d'una constitució després de la de 1968 que va ser abolida el 1973. Al maig de 2003 i novembre de 2004 van ser publicats els esbossos a fi que es debatessin públicament. No obstant això, van ser seriosament criticats per organitzacions socials civils a Swazilàndia i organitzacions de drets humans a l'exterior. Al juliol de 2005 la nova constitució va ser aprovada i al febrer de 2006 va entrar en vigència, a pesar que àdhuc segueix existint al país un intens debat sobre el tema.
Swazilàndia segueix mantenint disputes territorials per la província sud-africana de KwaZulu-Natal.
L'any 2018 va canviar el seu nom oficial a Regne d'Eswatini (en swazi, Umbuso weSwatini).